# Elbphilharmonie
La Elbphilharmonie (letteralmente "Filarmonica dell'Elba") è una sala da concerto della città di Amburgo, in Germania, situata nel quartiere di HafenCity (distretto di Hamburg-Mitte).
È una delle sale di concerto più grandi ed acusticamente avanzate a livello mondiale. È anche nota con il soprannome Elphi.
La costruzione in vetro assomiglia a una vela issata, a un'onda o a un cristallo di quarzo, ed è appoggiata sopra un vecchio magazzino (Kaispeicher A, costruito nel 1963), nelle vicinanze dello storico Speicherstadt. Costruita su progetto dello studio Herzog & de Meuron, include due sale da concerto, una da 2 000 posti e una da 550 circa, un hotel e 44 appartamenti. È l'edificio abitabile più alto di Amburgo, con una altezza finale di 108 metri.
È stata inaugurata l'11 gennaio 2017, con un concerto della NDR Elbphilharmonie Orchester diretto da Thomas Hengelbrock.

## Storia
Il 2 aprile 2007, la prima pietra fu posta nel magazzino Kaispeicher A, in presenza del sindaco di Hamburg Ole von Beust, l'amministratore delegato di Hochtief Costruzioni AG Henner Mahlstedt, il coordinatore di progetto di Hochtief Hartmut Wegener, il Ministro della Cultura di Amburgo Karin von Welck e l'architetto Pierre de Meuron. 
Nel 2007, era stato programmato di terminare la costruzione entro il 2010 con un costo stimato di € 241 milioni. Nel novembre 2008, in seguito ad una modifica del contratto, la stima dei costi per la realizzazione dell'edificio è stata portata a € 450 milioni. Nell'agosto del 2012, una nuova revisione ha portato ad una stima di oltre € 500 milioni, a copertura anche dei costi per la realizzazione di una copertura rafforzata dell'edificio.
I lavori di costruzione sono terminati ufficialmente il 31 ottobre 2016, con un costo complessivo stimato in 789 milioni di euro.
Il primo concerto pubblico, di prova, si è tenuto il 25 novembre 2016. Il concerto ufficiale di apertura si è tenuto l'11 gennaio 2017, con una esecuzione della NDR Elbphilharmonie Orchester diretto da Thomas Hengelbrock. La prima selezione musicale è stata "Pan" tratta dalle Sei metamorfosi da Ovidio di Benjamin Britten eseguito da Kalev Kuljus, primo oboe solista della NDR Elbphilharmonie Orchester.

## L'edificio
L'edificio è disegnato come un complesso residenziale e culturale. Alla base dell'edificio è stata mantenuta la facciata originale in mattoni, del magazzino Kaispeicher A, risalente al 1966. Sopra questa struttura pre-esistente poggia la base della Elbphilharmonie, con le sue fondazioni indipendenti, l'esterno in vetro e la linea ondeggiante della copertura. Circa mille finestre in vetro hanno una superficie curva. L'edificio ha un totale di 26 piani, i primi 8 piani sono parte della facciata in mattoni, e raggiunge l'elevazione massima, con 108 metri di altezza, sul lato ovest. La base dell'edificio misura 120.000 m2. Una scala mobile curva posta all'ingresso principale sul lato est collega il piano terreno con un piano panoramico, il Plaza, posto all'ottavo piano, in cima alla parte dell'edificio in mattoni. Il Plaza è accessibile al pubblico ed offre una vista della città di Amburgo e del fiume Elba. Dal Plaza è possibile raggiungere il foyer della sala di concerto.
La Elbphilharmonie ha tre sale da concerto. La Great Concert Hall, che ospita fino a 2.100 spettatori disposti in modo da circondare il palcoscenico in stile vigneto. L'acustica è stata disegnata da Yasuhisa Toyota che ha installato circa 10.000 lastre di cartongesso microsagomate per disperdere le onde sonore. La Great Concert Hall ospita anche un organo a canne con 69 registri costruito da Klais Orgelbau. La Recital Hall è destinata a spettacoli, musica da camera e concerti jazz e ospita fino a 550 spettatori. Mentre la terza sala, denominata Kaistudio, ospita fino a 170 spettatori ed è pensata per attività educative. Ducks Scéno è stato consulente per la scenografia della Great Concert Hall.
La parte est dell'edificio è affittata da Westin ed ospita il Westin Hamburg Hotel aperto il 4 novembre 2016. L'hotel offre 244 stanze fra il nono ed il ventesimo piano. L'atrio all'ottavo piano è accessibile attraverso il Plaza. I piani superiori ad ovest della sala da concerto ospitano 45 appartamenti di lusso. Il complesso include anche sale conferenza, ristoranti, bar, ed una spa ed un garage con 433 posti auto.